# Come On Over (chanson de Jessica Simpson)
Pour les articles homonymes, voir Come on Over.
Singles de Jessica Simpson
I Belong To Me
(2006) Remember That
(2008)
Come on Over est le premier single extrait du sixième album de Jessica Simpson : Do You Know. La diffusion de Come on Over débuta le 27 mai 2008 sur les radios country et sera donc son premier single sorti sur le label Columbia Nashville. Il est téléchargeable à partir du 24 juin 2008 en téléchargement et en vente physique le 7 juillet 2008.

## Informations
Come on Over a été coécrite par la chanteuse et parolière de musique country Rachel Proctor, Victoria Banks, et Jessica elle-même. C'est le premier single que Jessica Simpson lance dans ce style de musique. La chanson parle du fait qu'il n'est pas nécessaire aux hommes de tenter l'impressionner par leur physique, il suffit qu'ils viennent (just comme on over) :
"Une casquette de baseball et un jean déchiré

Une paire de tongues aux pieds

Tu n'as qu'à venir"

## Clip
Le clip du single, réalisé par Liz Friedlander, a été tourné vers la fin du mois de juin.

## Critiques
Les critiques sont assez hétéroclites, mais globalement plus positives que négatives. Si AllAccess.com dit de la chanson que c'est « un de nos singles préférés de cette année », le blog spécialisé dans la musique country The 9513 a qualifié le titre de « Pop simpliste » et d'être « une démonstration de ce qui peut se faire de pire dans ce que ce genre de musique peut offrir. »

## Classements
Quelques jours seulement après avoir été envoyé aux radios country, Come on Over est devenu le titre le plus joué pour la semaine du 6 juin 2008, se classant alors 41e du Billboard Hot Country Songs, battant ainsi le record tenu par Miranda Lambert avec Me and Charlie Talking et Brad Cotter avec I Meant To pour leur meilleur démarrage d'un single pour un artiste solo, les deux étant entrés alors à la 42e position.
| Pays                                   | Meilleure position |
| -------------------------------------- | ------------------ |
| États-Unis Billboard Hot 100           | 65                 |
| États-Unis Billboard Hot Country Songs | 18                 |
| États-Unis Billboard Pop 100           | 61                 |
| Canada Country                         | 16                 |
| Canada                                 | 60                 |
| Royaume-Uni                            | 81                 |